# Пхалаборва
Пха́лаборва (Phalaborwa) — административный центр местного муниципалитета Ба-Пхалаборва в районе Мопани провинции Лимпопо (ЮАР). Название в переводе с языка народа сото означает «лучше, чем на юге» (сото переселились сюда из более южных мест).

## Историческое название
Название «Ба-Пхалаборва» было дано этому району племенами «Сото», переселившимися сюда с юга. Это означает «лучше, чем на юге».

### История
«Сото» добывали и плавили здесь медную и железную руду к 400 г. н.э.

## География
Он расположен недалеко от слияния рек Га-Селати и Олифантс, на полпути вдоль западной границы национального парка Крюгера в Лоувелде.
Это единственный город в Южной Африке, который граничит с Национальным парком Крюгера. Граница с Мозамбиком находится в двух часах езды. Различные частные заповедники почти окружают Пхалаборву. Hans Merensky Golf Estate расположен на окраине.
Близлежащие природные достопримечательности включают Каньон реки Блайд, Три Рондавеля, Окно Бога и Выбоины Удачи Бурка; фруктовые фермы «Tzaneen» и охотничьи фермы «Hoedspruit» можно посетить в течение дня.
Масорини, недалеко от ворот Пхалаборва, представляет собой реконструированную горную деревню Ба-Пхалаборва с хижинами, хранилищами зерна и местом плавки железа.
В двух поселках, Намакгале и Лулекани, проживают Педи и Цонга. Здесь находятся такие сельские районы, как Машишимале, Хумулани, Курхула (Матчама Хи Нкано), Фарм Бен (Маджедже), Макушанэ и Га-Масеке.Га-селване.маджедже 3 и Приеска.

## Экономика

### Полезные ископаемые
Пхалаборва является домом для добычи полезных ископаемых. Огромный открытый рудник, почти 2000 метров в поперечнике, является самой широкой рукотворной дырой в Африке.

### Туризм
Туризм и дикая природа играют доминирующую роль в экономике.

## Климат
Здесь самая высокая зимняя температура в Южной Африке, средняя зимняя температура колеблется от 9 ° C до 26 ° C. Летом средняя температура колеблется от 20 ° C до 33 ° C, иногда бывают сильные дожди. Самая высокая зарегистрированная температура была 50 ° C в декабре 2018 г.